# جيريمي ستيفنسون
جيريمي ستيفنسون (بالإنجليزية: Jeremy Stevenson)‏ هو لاعب هوكي الجليد أمريكي وكندي، ولد في 28 يوليو 1974 في سان بيرناردينو في الولايات المتحدة.

## وصلات خارجية
- جيريمي ستيفنسون على موقع دوري الهوكي الوطني (الإنجليزية)
- جيريمي ستيفنسون على موقع قاعة مشاهير الهوكي (لاعب أن.إتش.أل) (الإنجليزية)
- جيريمي ستيفنسون على موقع EliteProspects.com (الإنجليزية)
- جيريمي ستيفنسون على موقع HockeyDB.com (الإنجليزية)
- جيريمي ستيفنسون على موقع Hockey-Reference.com (الإنجليزية)